# U-Bahn-Linie G (New York City)
| U-Bahn der Linie G in Queens (2025) |                      |                                               |                                               |
| Geographischer Plan New Yorks mit Verlauf der Linie G |                      |                                               |                                               |
| Spurweite: | 1435 mm (Normalspur) |                                               |                                               |
| |                      |                                               |                                               |
| \| \| \| Court Square (Übergang zu Court Sq-23 St ) \| \| \| \| \| \| \| \| \| \| Metropolitan Avenue (Übergang zu Lorimer St ) \| \| \| \| \| \| \| \| \| \| Hoyt Street-Schermerhorn Street \| \| \| \| \| \| \| \| \| \| 4 Avenue (Übergang zu 4 Av/9 St ) \| \| \| \| \| \| \| \| \| \| Church Avenue \| \| |                      |                                               |                                               |
| Erklärung |                      |                                               |                                               |
| Gezeigt werden ausschließlich Knotenpunkte und Endpunkte. Fett geschriebene Stationen werden zu allen Tageszeiten bedient. |                      |                                               |                                               |
| U-Bahn-Haltepunkt / Haltestelle Streckenanfang |                      | Court Square (Übergang zu Court Sq-23 St )    | Court Square (Übergang zu Court Sq-23 St )    |
| |                      |                                               |                                               |
| U-Bahn-Haltepunkt / Haltestelle |                      | Metropolitan Avenue (Übergang zu Lorimer St ) | Metropolitan Avenue (Übergang zu Lorimer St ) |
| |                      |                                               |                                               |
| |                      | Hoyt Street-Schermerhorn Street               |                                               |
| |                      |                                               |                                               |
| U-Bahn-Haltepunkt / Haltestelle |                      | 4 Avenue (Übergang zu 4 Av/9 St )             | 4 Avenue (Übergang zu 4 Av/9 St )             |
| |                      |                                               |                                               |
| |                      | Church Avenue                                 |                                               |

Die Linie G „Brooklyn‒Queens Crosstown Local“ ist eine U-Bahn-Linie der New York City Subway, die in New York durch die Stadtbezirke Brooklyn und Queens fährt. Ihre Stammstrecke ist die IND Crosstown Line, eine der sechs Stammstrecken der Division B. Sie verkehrt außerdem auf einem Teil der IND Culver Line. Sie hat die Kennfarbe Hellgrün.
Die Linie G fährt zwischen Church Avenue in Kensington und Court Square in Long Island City. Als Local Train hält sie an allen Stationen ihres Linienwegs. Sie fährt an allen Tagen der Woche rund um die Uhr ohne Veränderungen der Streckenführung oder der bedienten U-Bahnhöfe. Mit Ausnahme kurzer Shuttlelinien der New York City Subway ist sie die einzige Linie, die nicht in Manhattan fährt. Von ihrer Einweihung 1933 als Linie der Independent Subway bis 1985 war sie als Linie GG gekennzeichnet.

## Verlauf
Die Linie G verbindet Queens und Brooklyn im Westen der beiden Bezirke. In Queens bedient sie Long Island City und in Brooklyn die Stadtteile und -viertel Greenpoint, Williamsburg, Bedford–Stuyvesant, Clinton Hill, Fort Greene, Downtown Brooklyn, die Grenze zwischen Cobble Hill und Boerum Hill, Carroll Gardens, Gowanus, Park Slope und Windsor Terrace bis Kensington.
Sie unterquert den Newtown Creek im 1460 Meter langen Tunnel Greenpoint Tubes.
Die Linie G bedient die IND Crosstown Line alleine. Den Abschnitt entlang der Local-Gleise der nördlichen IND Culver Line von den U-Bahnhöfen Bergen Street bis Church Avenue bedient sie gemeinsam mit der Linie F. Der Streckenverlauf ist im Bereich eines Viadukts und einer Brücke der IND Culver Line über den Gowanuskanal oberirdisch, in allen übrigen Bereichen unterirdisch.

## Geschichte

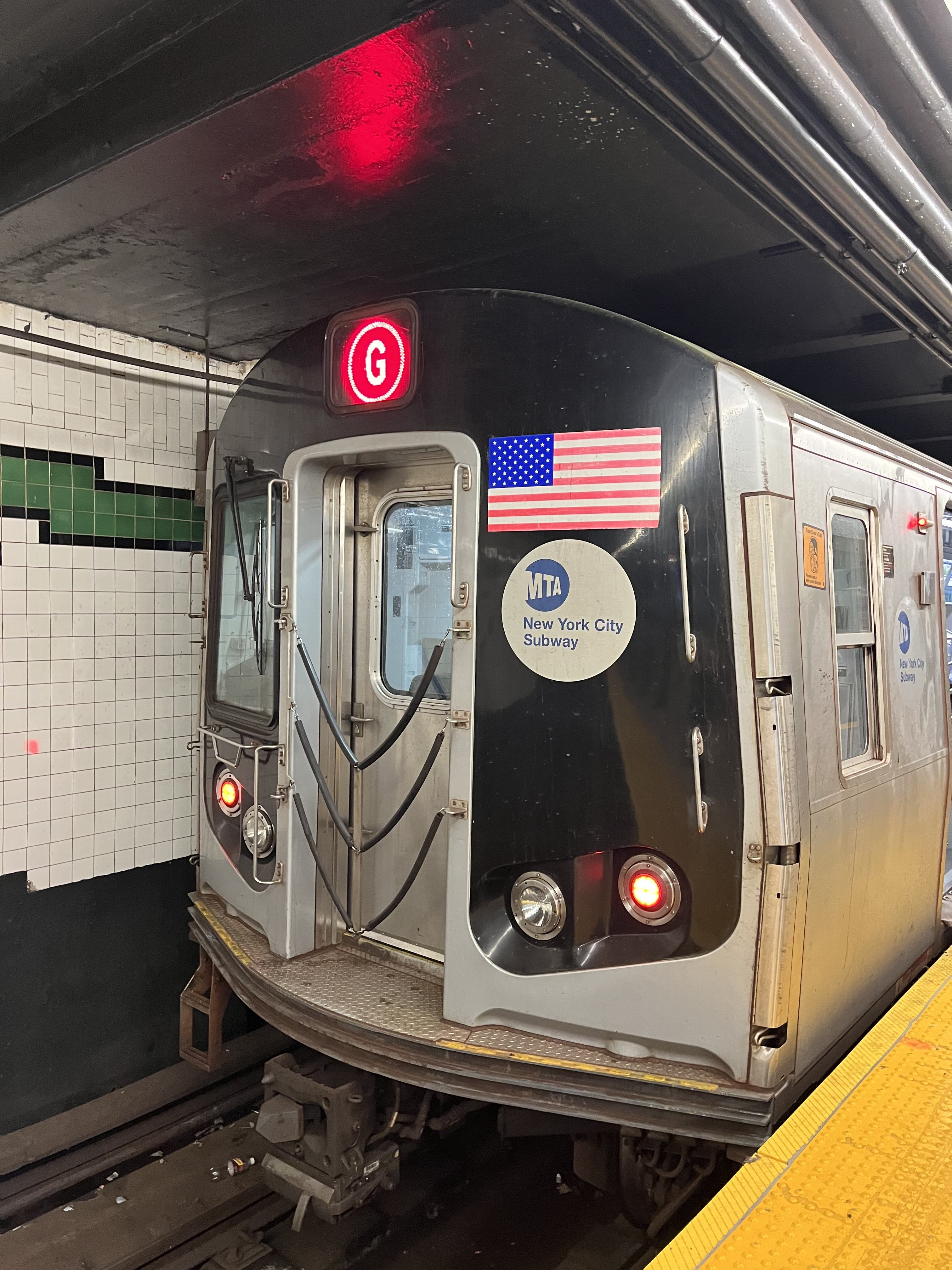
Wagen des Typs R160 im U-Bahnhof Court Square

Den Nordabschnitt der IND Crosstown Line eröffnete das städtische New York City Board of Transportation gemeinsam mit dem westlichsten Bauabschnitt der IND Queens Boulevard Line am 19. August 1933. Die neu eingerichtete Linie GG bediente zunächst bis 1937 nur die fünf Stationen von Queens Plaza bis Nassau Avenue in Greenpoint.:3 Im U-Bahnhof Queens Plaza nahe der Brückenrampe der Queensboro Bridge in Long Island City mündet die IND Crosstown Line in die Local-Gleise der IND Queens Boulevard Line. Die Local-Gleise der IND Queens Boulevard Line auf dem 1933 eröffneten Abschnitt bis Roosevelt Avenue bediente anfangs nur die Linie E,:3 die aus Midtown Manhattan über die IND 53rd Street Line durch den 53rd-Street-Tunnel unter dem East River kam.
Die IND Queens Boulevard Line wurde zum Jahresende 1936 bis Union Turnpike und im April 1937 bis zur vorläufigen Endstation 169th Street verlängert. Nach diesen Ausbauten wurde am 24. April 1937 der Express-Betrieb aufgenommen; die Linie E wechselte im Berufsverkehr nicht mehr im U-Bahnhof Queens Plaza auf die Local-Gleise, sondern blieb auf den Express-Gleisen, fuhr als „Queens Manhattan Express“ bis Continental Avenue und von dort als Local bis zum Streckenende. Ab 24. April 1937 fuhr die Linie GG im Berufsverkehr von Nassau Avenue bis Continental Avenue und außerhalb des Berufsverkehrs nur bis Queens Plaza.:4
Am 1. Juli 1937 wurden der Südabschnitt der IND Crosstown Line und ihre Anbindung an die dort seit März 1933 vorhandene IND Smith Street Line eröffnet. In Brooklyn wurde die Linie GG bis Smith–9th Streets verlängert.:4 In Queens übernahm die Linie GG die Local-Bedienung der Stationen auf der Queens Boulevard Line bis Continental Avenue, so dass die Linie E auch außerhalb des Berufsverkehrs als Express fahren konnte.
Im Bereich östlich des Expressbahnhofs Continental Avenue fuhren für die New York World’s Fair in den Sommerhalbjahren 1939 und 1940 Züge von der IND Queens Boulevard Line auf die IND World’s Fair Line. Vorgesehen war dort eine Bedienung des Geländes der Weltausstellung rund um die Uhr mit der Linie GG sowie zu bestimmten Zeiten mit Verstärkerfahrten anderer Linien. Im Berufsverkehr von Montags bis Sonnabend fuhr 1940 jeder zweite Zug der Linie GG ab Continental Avenue.:4
Der Linienweg blieb bis Juli 1968 unverändert, als die Linie GG in Brooklyn im Berufsverkehr über Smith–9th Streets hinaus bis Church Avenue verlängert wurde. Infolge einer schweren Haushaltskrise der Stadt New York wurde diese Verlängerung ab 27. August 1976 rückgängig gemacht. In Queens wurde die Linie GG ab 27. August 1977 im Nachtverkehr bis Queens Plaza zurückgezogen.
Die Linie GG wurde am 5. Mai 1985 in Linie G umbenannt. Das Linienschema der Independent Subway hatte unterschieden zwischen Expressen, deren Bezeichnung aus einem Buchstaben bestand, und Locals, deren Bezeichnung aus zwei Buchstaben bestand. Diese nach 1940 bei der IND-Division fortgeführte Unterscheidung wurde in den 1960er Jahren noch auf die Linien der BMT-Division ausgeweitet, aber in den 1970er Jahren allmählich aufgegeben. 1985 wurden die letzten zweistelligen Linienbezeichnungen zu einstelligen vereinheitlicht.
In Queens fuhr die Linie G ab 30. September 1990 im Nachtverkehr bis 179th Street, der Endstation der IND Queen Boulevard Line. 1995 bis 2001 wurde sie bis Court Square zurückgezogen, da in Long Island City Bauarbeiten für die Einfädelung der IND 63rd Street Line stattfanden, die als „Tunnel nach nirgendwo“ bekannt war. Mit Eröffnung der neuen Einfädelung und der danach dauerhaft geänderten Nutzung der IND Queens Boulevard Line wurde sie an Werktagen tagsüber auf Court Square begrenzt und fuhr zu allen übrigen Zeiten bis 71st-Continental Avenues. Seit dem Fahrplanwechsel am 27. Juni 2010 fährt sie stets nur bis Court Square.
In Brooklyn verkehrt die Linie G seit 5. Juli 2009 immer nach Church Avenue, weil die bisherige Wendemöglichkeit im Verlauf der IND Culver Line infolge von Gleisumbauten entfallen war.

## Rollmaterial

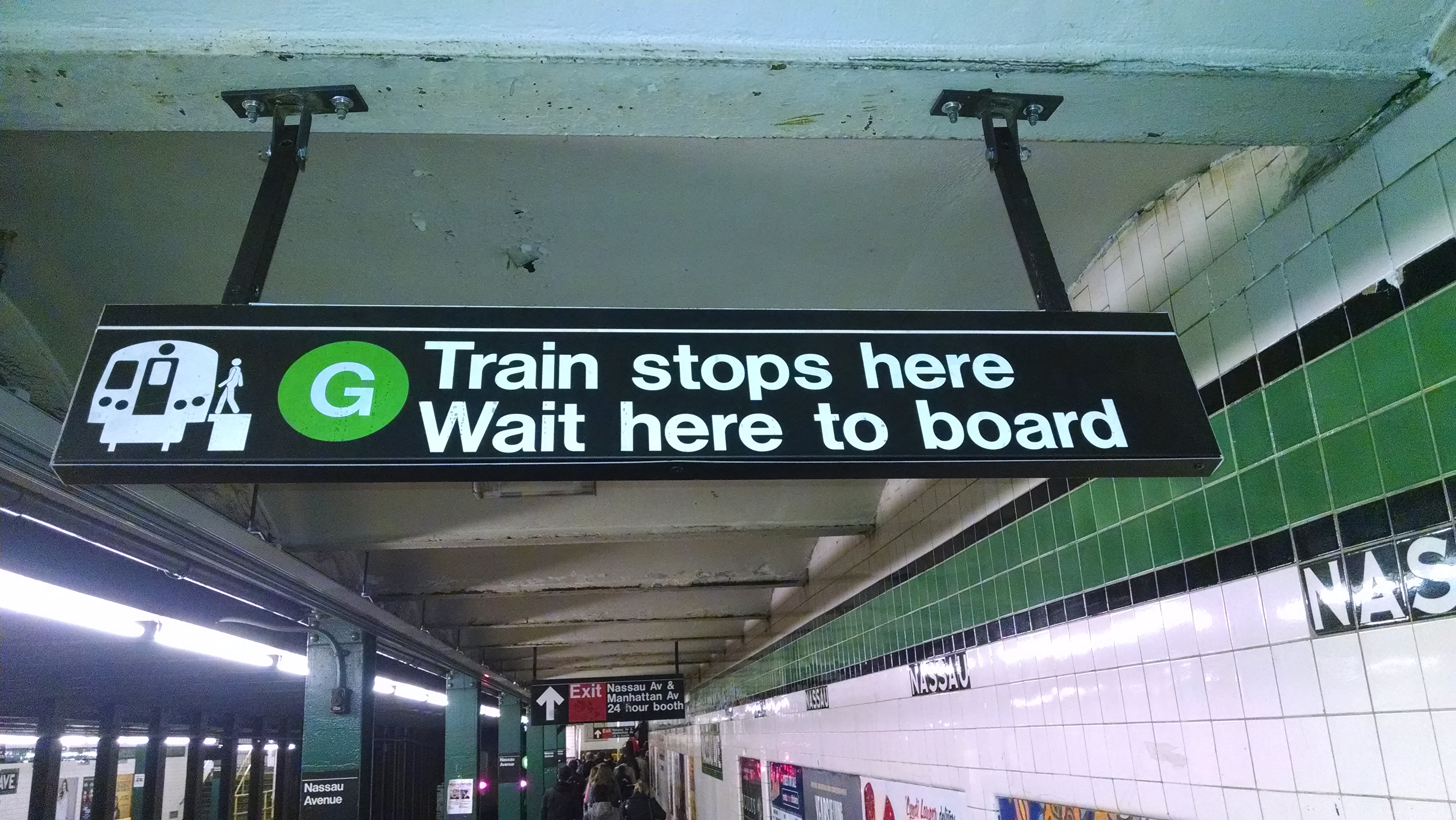
Schilder zur Fahrgastinformation zeigen an, in welchem Bereich eines Bahnsteigs die kurzen Züge halten

Seit März 2025 fahren zwei fünfteilige Züge des Typs R211T auf der Linie G. Mit Stand 1. November 2021 fuhren im Berufsverkehr Züge aus insgesamt 65 Wagen des Typs R160B.:3 Mit Stand 25. Juli 2021 fuhren im Berufsverkehr Züge aus insgesamt 52 Wagen des Typs R68.:20
Die Züge der Linie G sind generell halb so lang wie Züge auf anderen Linien, weil das Fahrgastaufkommen geringer ist. Auf dieser Basis ist zur Kostensenkung ein mit der Gewerkschaft vereinbarter Einmannbetrieb (OPTO, One-Person Train Operation) umsetzbar. Bei OPTO besteht das Zugpersonal allein aus einem Operator ohne dem sonst bei der Subway für die Zugabfertigung mitfahrenden Conductor.
In der Vergangenheit wurden 1949 bis 1967 die Züge im Berufsverkehr meist aus 7 bis 8 Wagen gebildet. Zu allen übrigen Tageszeiten einschließlich dem Nachtverkehr waren die Züge 1945 bis 1951 aus 3 Wagen, 1955 bis 1967 aus 4 Wagen gebildet.:6

## Fahrplan

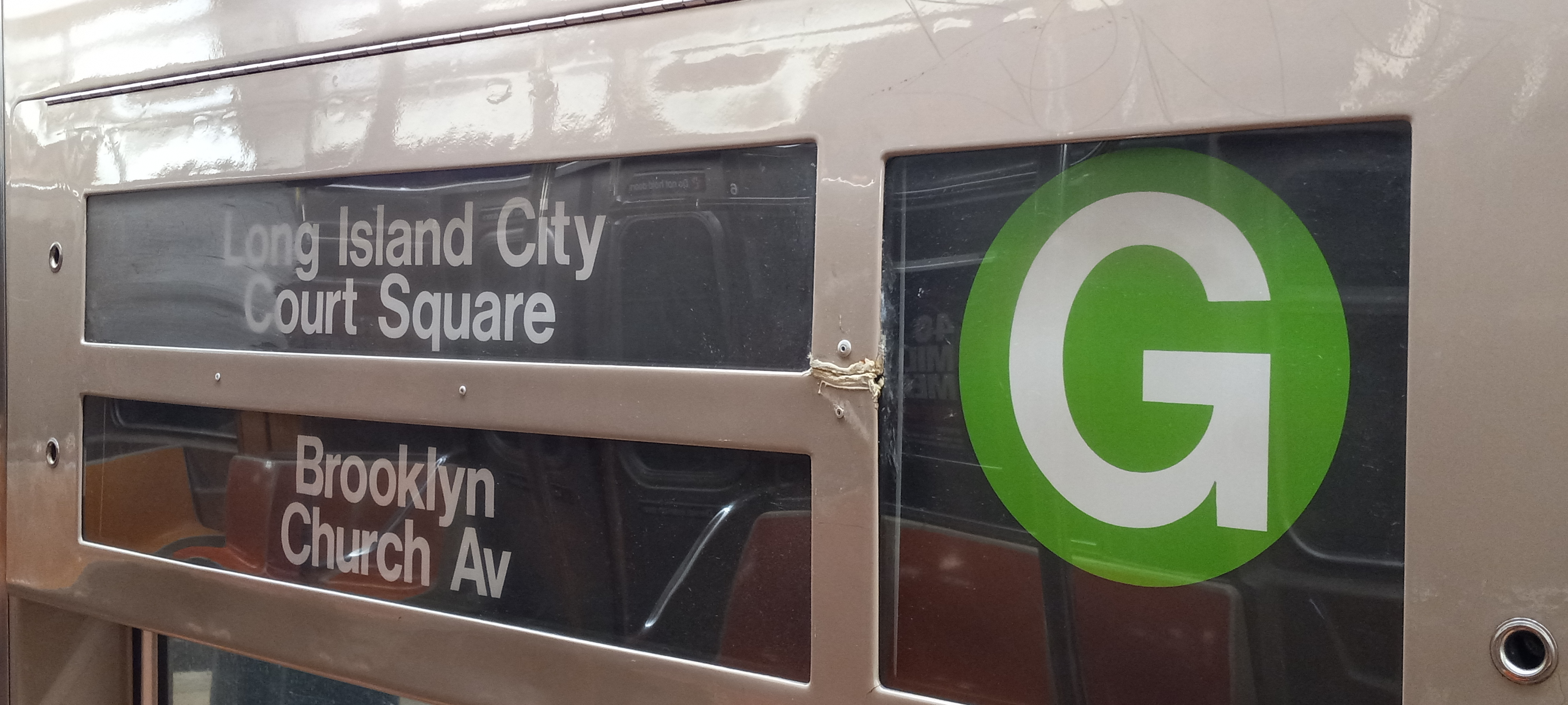
Zuglaufbeschilderung im Innenraum eines U-Bahn-Wagens

Abhängig von der Tageszeit war im Fahrplan des G „Brooklyn‒Queens Crosstown Local“ im Jahr 2024 pro Richtung eine Fahrzeit von 31 bis 37 Minuten vorgesehen.
Ab Church Avenue galt an Werktagen nachts ein 20-Minuten-Takt bis 4.24 Uhr, danach fanden durchweg 6 bis 8 Fahrten pro Stunde in unstetigem Takt statt, ehe ab 23 Uhr drei Züge pro Stunde abfuhren und um 23.44 Uhr der nächtliche 20-Minuten-Takt galt. Am Wochenende begann die Zeit mit dem dichtesten Takt später.
Die Linie GG fuhr 1937 bis 1952 an Werktagen im Berufsverkehr alle 4 Minuten, 1955 alle 5 bis 6 Minuten, 1961 alle 5 Minuten. Der Takt tagsüber verlängerte sich gleichermaßen von alle 5 Minuten 1937 über alle 8 Minuten 1952 bis alle 12 Minuten 1955 bis 1961. Abends wurde 1937 bis 1940 alle 6 bis 8 Minuten, 1943 alle 8 bis 10 Minuten, 1952 alle 10 bis 12 Minuten und 1955 bis 1961 wieder alle 10 Minuten gefahren. In der Nacht wurde 1937 bis 1940 alle 12 Minuten, 1943 alle 15 und ab 1952 alle 20 Minuten gefahren.:4

## In der Populärkultur
„GG Train“ ist der Titel eines Instrumentalstücks des Jazzmusikers Charles Mingus, das auf neueren Ausgaben des 1959 erstveröffentlichten Albums Mingus Ah Um enthalten ist. In der Fernsehserie Girls nutzen Charaktere die Linie G im Alltag.

## Weiterführende Informationen